# Cha Tae-hyun
Cha Tae-hyun (Seúl; 25 de marzo de 1976) es un actor, cantante, personalidad televisiva, DJ y director surcoreano. Es conocido por sus protagónicos en las exitosas comedias My Sassy Girl (2001), Scandal Makers (2008), Hello Ghost (2010) y Along with the Gods: The Two Worlds (2017) así como por las series de televisión Jeon Woo chi (2012) y Los Productores (2015). Debutó como director con el drama Hit the Top (2017), en la cual también protagonizó.
Desde 2012 forma parte del reparto en el espectáculo de variedad 2 Days & 1 Night. E cofundador de la agencia de talento Blossom Entertainment.

## Vida personal
Es hijo de Cha Jae-wan, quién fue ayudante del director de efectos especiales en la KBS, y su madre es Choi Su-min, ahora retirada, la cual fue voz en off. Su hermano es el productor de películas Cha Ji-hyeon.
El 1 de junio de 2006, se casó con su novia del instituto, Choi Suk-eun. Estuvieron saliendo durante 13 años; siendo esta su primer y única novia. Tienen tres niños, un hijo (Cha Soo-chan) y dos hijas (Cha Tae-eun, Cha Su-jin).
En 2011, reveló en el programa de la SBS Healing Camp, Aren't You Happy que padece trastorno de pánico.

## Carrera
Es miembro de la agencia Blossom Entertainment (블러썸 엔터테인먼트).
El 8 de octubre del 2018 se unió al elenco de la nueva serie Matrimonial Chaos (también conocida como "The Greatest Divorce") donde dio vida al testarudo Jo Seo-moo, un hombre que parece haber perdido un tornillo, hasta el final de la serie el 27 de noviembre del mismo año.
En marzo del 2020 se unirá al elenco principal de la serie Team Bulldog: Off-duty Investigation (también conocida como "Off Duty Investigation" y/o "Extra Investigation") donde interpretará al detective Jin Kang-ho.
En marzo del mismo año se anunció que se había unido al elenco de la película Puppy.
En septiembre del mismo año se anunció que estaba en pláticas para unirse al elenco principal del drama Moving.
En abril de 2021 se confirmó que se había unido al elenco de la serie Police University (también conocida como Police Academy) donde dará vida Yoo Dong-man, un profesor de la Universidad de la Policía Nacional con 20 años de experiencia.

## Filmografía

### Series de televisión
| Año  | Título                                               | Personaje             | Cadena        | Notas              | Ref.          |
| ---- | ---------------------------------------------------- | --------------------- | ------------- | ------------------ | ------------- |
| 1995 | Our Sunny Days of Youth                              | (sin acreditarse)     | KBS 2TV       |                    |               |
| 1996 | Papa                                                 | Jang Jung-moon        | KBS 2TV       |                    |               |
| 1996 | Looking Into Each Other's Eyes and Loving Each Other |                       | KBS 2TV       |                    |               |
| 1996 | Daughter-in-law's Three Kingdoms                     |                       | KBS 2TV       |                    |               |
| 1997 | First Love                                           | amigo de Chan-woo     | KBS 2TV       |                    |               |
| 1997 | Ready Go!                                            | Park Chan-ki          | MBC           |                    |               |
| 1998 | Shy Lovers                                           | Hwang In-soo          | MBC           |                    |               |
| 1998 | Sunflower                                            | Dr. Heo Jae-bong      | MBC           |                    |               |
| 1999 | Happy Together                                       | Ha Shin-yeop          | SBS           |                    |               |
| 1999 | I'm Still Loving You                                 | Park Young-jae        | MBC           |                    |               |
| 1999 | Into the Sunlight                                    | Kang In-ha            | MBC           |                    |               |
| 2000 | Juliet's Man                                         | Jang Gi-poong         | SBS           |                    |               |
| 2004 | First Love of a Royal Prince                         | Choi Gun-hee          | MBC           |                    |               |
| 2007 | Flowers for My Life                                  | Yoon Ho-sang          | KBS 2TV       |                    |               |
| 2008 | General Hospital 2                                   | Choi Jin-sang         | MBC           |                    |               |
| 2011 | Lights and Shadows                                   | Borracho              | MBC           | Cameo, episodio 2  |               |
| 2012 | My Husband Got a Family                              | Tae-bong              | KBS2          | Cameo, episodio 26 |               |
| 2012 | Jeon Woo-chi                                         | Jeon Woo-chi          | KBS2          |                    |               |
| 2014 | Drama Festival "4teen"                               | Adulto Young-hoon     | MBC           | Cameo              |               |
| 2015 | The Producers                                        | Ra Joon-mo            | KBS 2TV       |                    |               |
| 2016 | Love in the Moonlight                                | sirviente             | KBS 2TV       | Cameo, episodio 1  |               |
| 2016 | Legend of the Blue Sea                               | hombre en río Han     | SBS           | Cameo, episodio 4  |               |
| 2017 | Hit the Top                                          | Lee Gwang-jae         | KBS 2TV       | también director   |               |
| 2018 | Matrimonial Chaos                                    | Jo Seok-moo           | KBS 2TV       |                    |               |
| 2020 | Team Bulldog: Off-duty Investigation                 | Detective Jin Kang-ho | OCN           |                    |               |
| 2020 | Birthcare Center                                     | Cha Tae-hyun          | tvN           | ep. #7             |               |
| 2021 | Police University                                    | Prof. Yoo Dong-man    | KBS2          | 16 episodios       | [ 15 ] [ 16 ] |
| 2022 | Moving                                               | Jeon Kye-do           | jTBC, Disney+ |                    | [ 17 ] [ 18 ] |
| 2023 | Brain Cooperation                                    | Geum Myung-se         | KBS 2TV       |                    | [ 19 ] [ 20 ] |

### Películas
| año  | título                              | personaje                                     | notas           |
| ---- | ----------------------------------- | --------------------------------------------- | --------------- |
| 1997 | Hallelujah                          | chico malo en la iglesia                      |                 |
| 2001 | My Sassy Girl                       | Gyun-woo                                      |                 |
| 2002 | Lovers' Concerto                    | Lee Ji-hwan                                   |                 |
| 2003 | Crazy First Love                    | Son Tae-il                                    |                 |
| 2003 | Happy Ero Christmas                 | Sung Byung-ki                                 |                 |
| 2004 | Who's Got the Tape?                 | Jap-beom                                      | Cameo           |
| 2004 | Windstruck                          | hombre en la estación del tren                | Cameo           |
| 2004 | Two Guys                            | Kim Hoon                                      |                 |
| 2005 | Sad Movie                           | Jung Ha-suk                                   |                 |
| 2005 | My Girl and I                       | Kim Su-ho                                     |                 |
| 2007 | Highway Star                        | Bong Dal-ho / Bong Pil                        |                 |
| 2008 | Horton Hears a Who!                 | Horton the Elephant                           | doblaje coreano |
| 2008 | BABO                                | Seung-ryong                                   |                 |
| 2008 | My Mighty Princess                  | Pigeon man                                    | Cameo           |
| 2008 | Scandal Makers                      | Nam Hyun-soo                                  |                 |
| 2009 | Maybe (Rabbit and Lizard)           | Yeong-nam                                     | Cameo           |
| 2009 | Triangle                            | Cameo                                         |                 |
| 2010 | Hello Ghost                         | Kang Sang-man                                 |                 |
| 2011 | Sunny                               | modelo en el póster de la compañía de seguros | Cameo           |
| 2011 | Champ                               | Seung-ho                                      |                 |
| 2012 | Never Ending Story                  | amigo de Song-kyung                           | Cameo           |
| 2012 | The Grand Heist                     | Lee Deok-mu                                   |                 |
| 2013 | Steal My Heart                      | vecino de Ho-tae                              | Cameo           |
| 2014 | Tazza: The Hidden Card              | Radio DJ                                      | Cameo           |
| 2014 | The Con Artists                     | nuevo técnico                                 | Cameo           |
| 2014 | Slow Video                          | Yeo Jang-boo                                  |                 |
| 2016 | My New Sassy Girl                   | Gyun-woo                                      |                 |
| 2017 | Because I Love You                  | Lee Hyeong                                    |                 |
| 2017 | Along With the Gods: The Two Worlds | Kim Ja-hong                                   |                 |
| 2020 | Puppy                               |                                               |                 |

### Programas de variedades
| Año           | Título                                       | Red               | Notas                         |
| ------------- | -------------------------------------------- | ----------------- | ----------------------------- |
| 1998          | Campamento familiar                          | MBC               | MC                            |
| 1998          | Sábado feliz                                 | SBS               | MC                            |
| 2000          | Mnet Festival de Música del KM               | Mnet              | MC; coanfitrión -Kim Hyun-joo |
| 2001          | Mnet Festival de Música del KM               | Mnet              | MC; anfitrión Song Hye-kyo    |
| 2002          | Festival de Canción del campus               | MBC               | MC; coanfitrión: Yoon -hyun   |
| 2003          | Festival de Canción del campus               | MBC               | MC; coanfitrión: Lee Hyori    |
| 2003          | Mnet Festival de Música del KM               | Mnet              | MC; coanfitrión: sung Yu-ri   |
| 2007          | Festival de Canción del campus               | MBC               | MC; coanfitrión: Lee Hyori    |
| 2012-2019     | 2 Días & 1 Noche                             | KBS2              | Miembro de reparto            |
| 2013          | La estrella Otorga 2013                      | Canal 8           | Presentador                   |
| 2016          | Gura Chacha Resbalón de tiempo - Chico Nuevo | KBS               |                               |
| 2016          | Hola Amigos                                  | KBS2              |                               |
| 2016          | Happy Camp                                   | Huanan Television | invitado                      |
| 2017          | Club de dragón – Infantil Bromance           | KBS2              | Miembro de reparto            |
| 2020          | Running Man                                  | SBS               | invitado                      |
| 2021          | Unexpected Business                          | tvN               | miembro                       |
| 2018-presente | Estrella radiofónica                         | MBC               | Anfitrión                     |
| 2021-         | National Bang Bang Cook Cook                 | MBN               | miembro                       |
| 2021-         | Wild Idol                                    | MBC               | [ 23 ]                        |
| 2022-         | Unexpected Business Season 2                 | tvN               | miembro                       |

### Programas de radio
| Año       | Título                             | Estación    | Notas |
| --------- | ---------------------------------- | ----------- | ----- |
| 1999-2000 | FM Popular Music with Cha Tae-hyun | KBS Cool FM | DJ    |
| 2007-2008 | Mr. Radio                          | KBS Cool FM | DJ    |

## Premios y nominaciones
| año  | premio                               | categoría                                            | nominación                   | resultado |
| ---- | ------------------------------------ | ---------------------------------------------------- | ---------------------------- | --------- |
| 1995 | KBS Super Talent Contest             | Silver Medal                                         | [NA]: {{{1}}}                | Ganador   |
| 1999 | 35th Baeksang Arts Awards            | Best New Actor (TV)                                  | Sunflower                    | Ganador   |
| 1999 | SBS Drama Awards                     | Best New Actor                                       | Happy Together               | Ganador   |
| 1999 | MBC Drama Awards                     | Best New Actor                                       |                              | Ganador   |
| 2000 | SBS Drama Awards                     | Excellence Award, Actor                              | Juliet's Man                 | Nominado  |
| 2000 | SBS Drama Awards                     | Big Star Award                                       | Juliet's Man                 | Ganador   |
| 2000 | SBS Drama Awards                     | Popularity Award                                     | Juliet's Man                 | Ganador   |
| 2000 | SBS Drama Awards                     | SBSi Award                                           | Juliet's Man                 | Ganador   |
| 2001 | 22nd Blue Dragon Film Awards         | Best New Actor                                       | My Sassy Girl                | Ganador   |
| 2002 | 38th Baeksang Arts Awards            | Best New Actor (Film)                                | My Sassy Girl                | Nominado  |
| 2002 | 39th Grand Bell Awards               | Best Actor                                           | My Sassy Girl                | Nominado  |
| 2002 | 39th Grand Bell Awards               | Popularity Award                                     | My Sassy Girl                | Ganador   |
| 2002 | 25th Golden Cinematography Awards    | Best New Actor                                       | My Sassy Girl                | Ganador   |
| 2002 | 23rd Blue Dragon Film Awards         | Popular Star Award                                   | Lovers' Concerto             | Ganador   |
| 2003 | 24th Blue Dragon Film Awards         | Popular Star Award                                   | Crazy First Love             | Ganador   |
| 2004 | MBC Drama Awards                     | Top Excellence Award, Actor                          | First Love of a Royal Prince | Nominado  |
| 2005 | Savings Day                          | Presidential Citation                                | [NA]: {{{1}}}                | Ganador   |
| 2007 | KBS Entertainment Awards             | Best Radio DJ                                        | Mr. Radio                    | Ganador   |
| 2007 | KBS Drama Awards                     | Top Excellence Award, Actor                          | Flowers for My Life          | Nominado  |
| 2008 | 45th Grand Bell Awards               | Overseas Popularity Award                            | BABO                         | Ganador   |
| 2008 | MBC Drama Awards                     | Excellence Award, Actor                              | General Hospital 2           | Nominado  |
| 2009 | 6th Max Movie Awards                 | Best Actor                                           | Scandal Makers               | Ganador   |
| 2011 | 47th Baeksang Arts Awards            | Best Actor (Film)                                    | Hello Ghost                  | Nominado  |
| 2011 | 48th Grand Bell Awards               | Best Actor                                           | Hello Ghost                  | Nominado  |
| 2012 | KBS Entertainment Awards             | Top Entertainer Award                                | 2 Days & 1 Night             | Ganador   |
| 2012 | KBS Drama Awards                     | Excellence Award, Actor in a Mid-length Drama        | Jeon Woo-chi                 | Nominado  |
| 2013 | KBS Entertainment Awards             | Top Excellence Award                                 | 2 Days & 1 Night             | Ganador   |
| 2014 | KBS Entertainment Awards             | Daesang (Grand Prize)                                | 2 Days & 1 Night             | Nominado  |
| 2015 | KBS Entertainment Awards             | Daesang (Grand Prize)                                | 2 Days & 1 Night             | Nominado  |
| 2015 | KBS Drama Awards                     | Excellence Award, Actor in a Mid-length Drama        | The Producers                | Ganador   |
| 2015 | KBS Drama Awards                     | Best Couple Award with Kim Soo-hyun and Gong Hyo-jin | The Producers                | Ganador   |
| 2018 | 18th Korea World Youth Film Festival | Popular Actor Award                                  |                              | Ganador   |
| 2018 | 18th MBC Entertainment Award         | Excellence Award (Music & Talk Show)                 | Radio Star                   | Ganador   |
| 2018 | KBS Drama Awards                     | Best Couple Award (junto a Bae Doona)                | Matrimonial Chaos            | Ganadores |
| 2018 | KBS Drama Awards                     | Top Excellence Award, Actor                          | Matrimonial Chaos            | Ganador   |
| 2018 | KBS Drama Awards                     | Excellence Award, Actor in a Mini Series             | Matrimonial Chaos            | Nominado  |
| 2021 | KBS Drama Awards                     | Top Excellence Award, Actor                          | Police University            | Ganador   |
| 2021 | KBS Drama Awards                     | Excellence Award, Actor in a Miniseries              | Police University            | Nominado  |
| 2021 | KBS Drama Awards                     | Best Couple Award (junto a Jung Jin-young)           | Police University            | Ganadores |